# 자간 (폴란드)

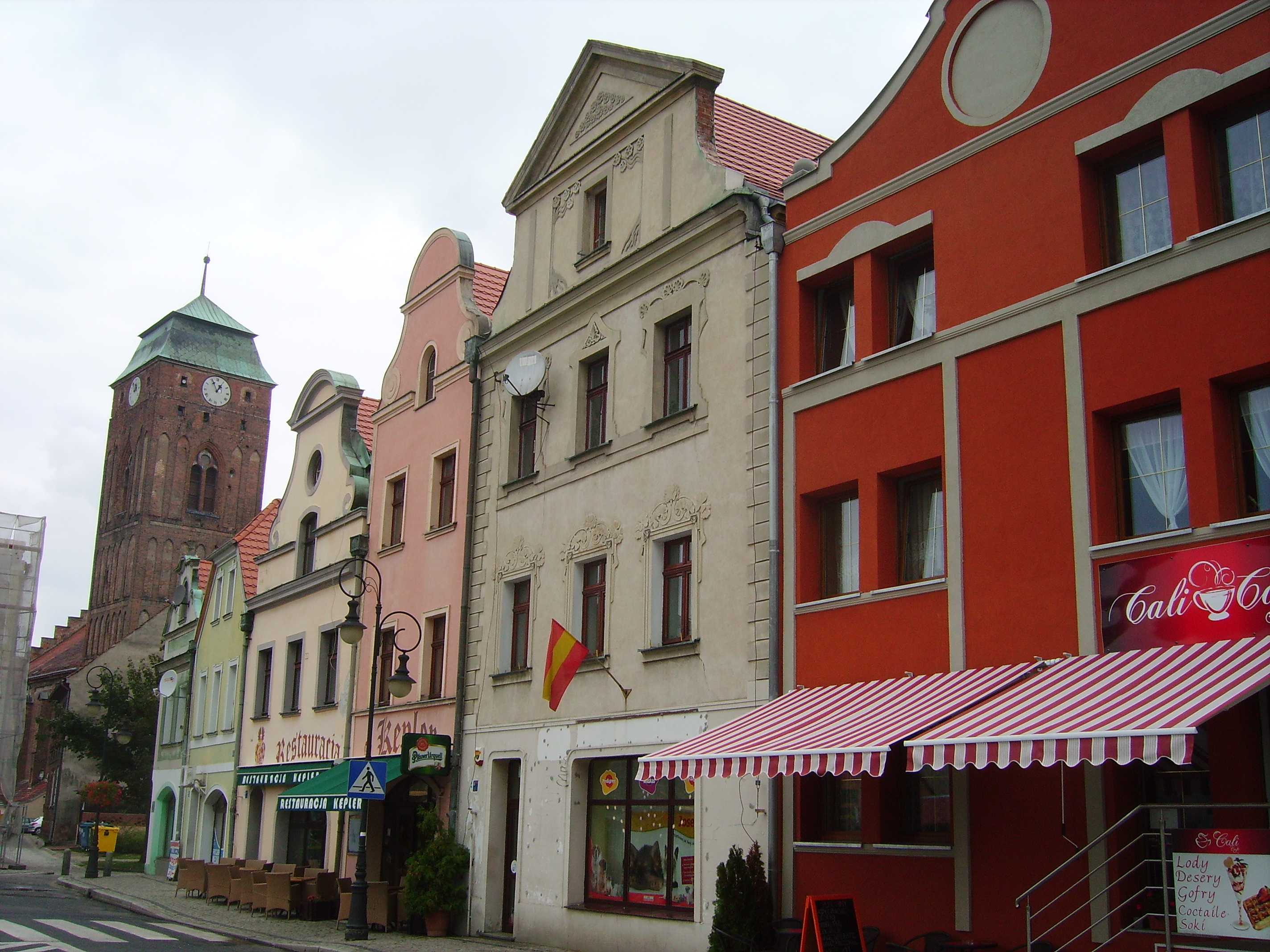
올드 타운.

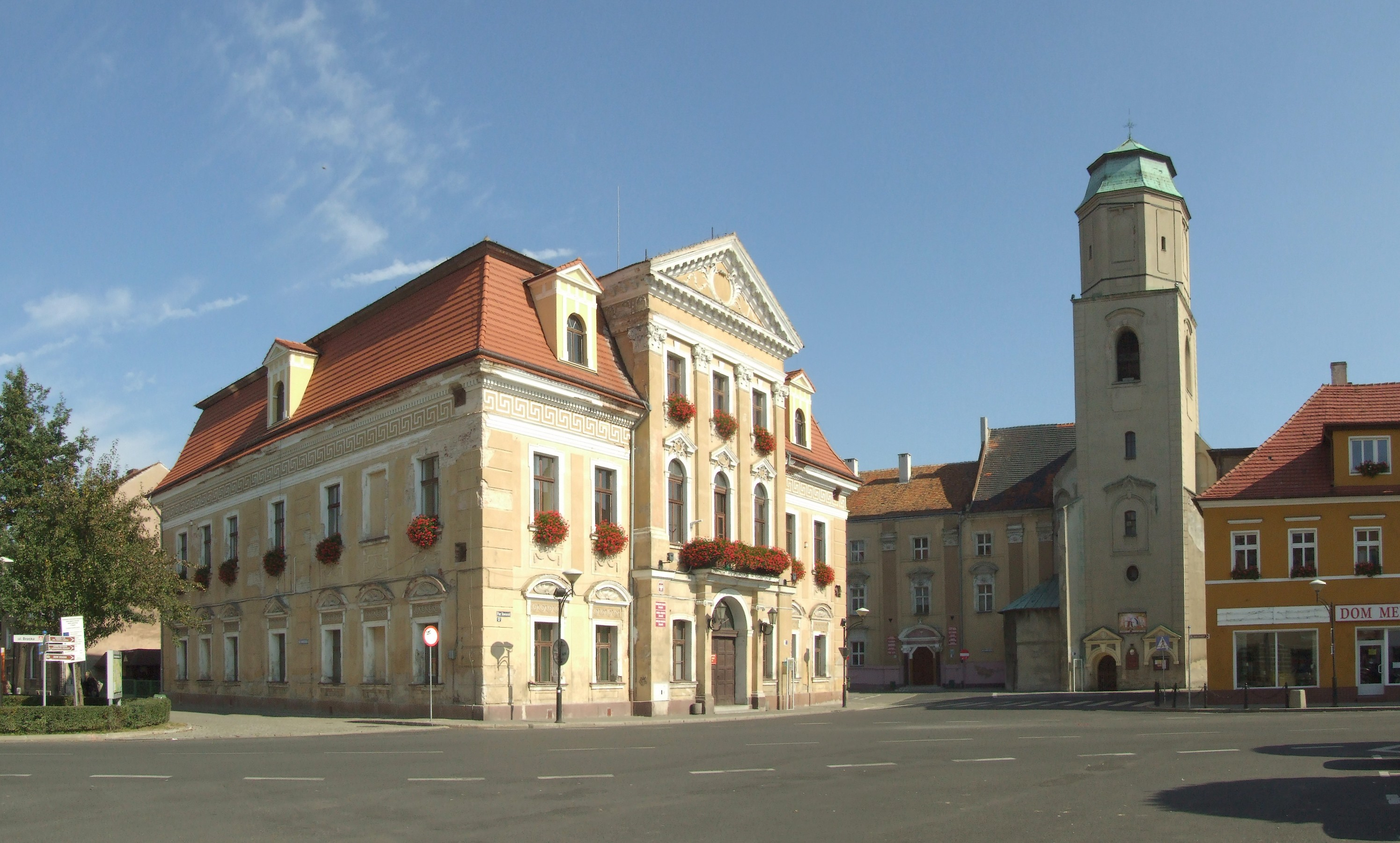
도시 광장.

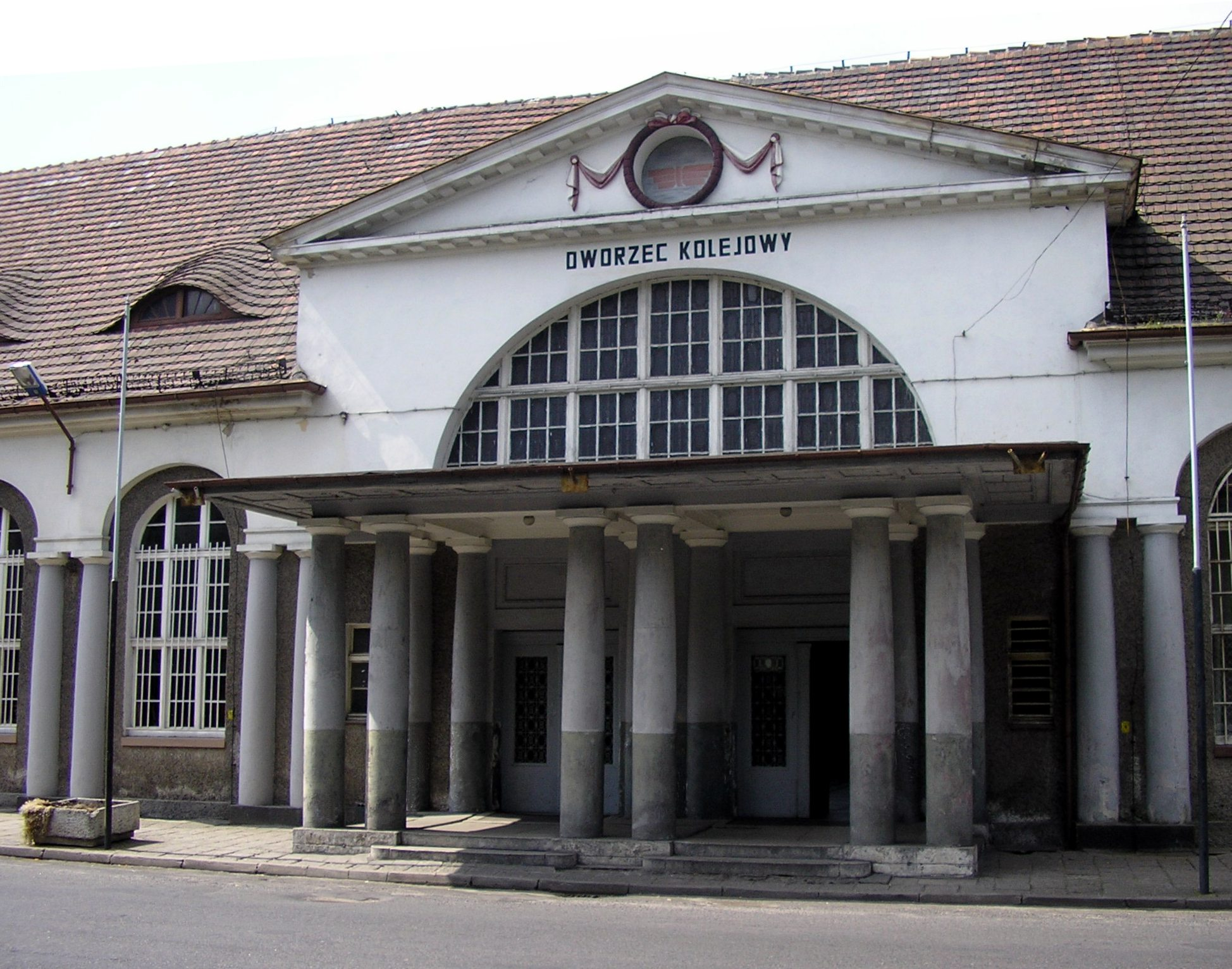
철도역.

자간(폴란드어: Żagań, 독일어: Sagan, 고지 소르브어: Zahań, 체코어: Zaháň, 라틴어: Saganum)은 폴란드 서부의 비버 강에 위치한 도시로, 인구는 2010년 기준으로 26,253명이다. 이 도시는 실레시아의 역사적 지역에 있는 자간 카운티의 도이다. 1945년 이전에는 독일의 일부였다.

## 이름
이 도시의 이름은 "불에 탄 숲의 장소"를 의미하는 것으로 짐작되며, 이는 초기 정착자들에 의해 원시림이 불탄 데에서 비롯된 것으로 생각된다. 이것이 맞을 경우, 주변 지역의 이름과 일관된다: Żary, 즈고젤레츠, Pożarów.

## 역사
자간(Żagań)이 실제로 처음 언급된 것은 1202년으로, 당시 브로츠와프의 로어 실레시아(Lower Silesia) 공국에 속했다.

## 자매 도시
자간의 자매 도시는 다음과 같다.
- 스코틀랜드 던스
- 독일 네트펜
- 독일 오르트란트
- 독일 텔토우
- 프랑스 생토메르